# سانتا ریتا (ونزوئلا)
سانتا ریتا (به اسپانیایی: Santa Rita) یک شهر در ونزوئلا است که در ایالت آراگوآ واقع شده‌است. سانتا ریتا ۱۳۴٬۲۳۳ نفر جمعیت دارد و ۴۳۵ متر بالاتر از سطح دریا واقع شده‌است.